# Bermúdez (Buenos Aires)
Bermúdez es una localidad del Partido de Lincoln, Provincia de Buenos Aires, Argentina.
Se encuentra a 29 km. de la ciudad de Lincoln, 25 km por camino de tierra y 4 km por asfalto.
En el año 1903 fue habilitada la estación ferroviaria de la Compañía de Ferrocarriles Buenos Aires al Pacífico y en sus alrededores se fue conformando la localidad.

## Toponimia
El nombre de la localidad recuerda a Ana Bermúdez, guerrera pacífica por la Independencia.

## Población
Cuenta con 72 habitantes (Indec, 2010), lo que representa un descenso del 21% frente a los 91 habitantes (Indec, 2001) del censo anterior.